# Émile Goudeau

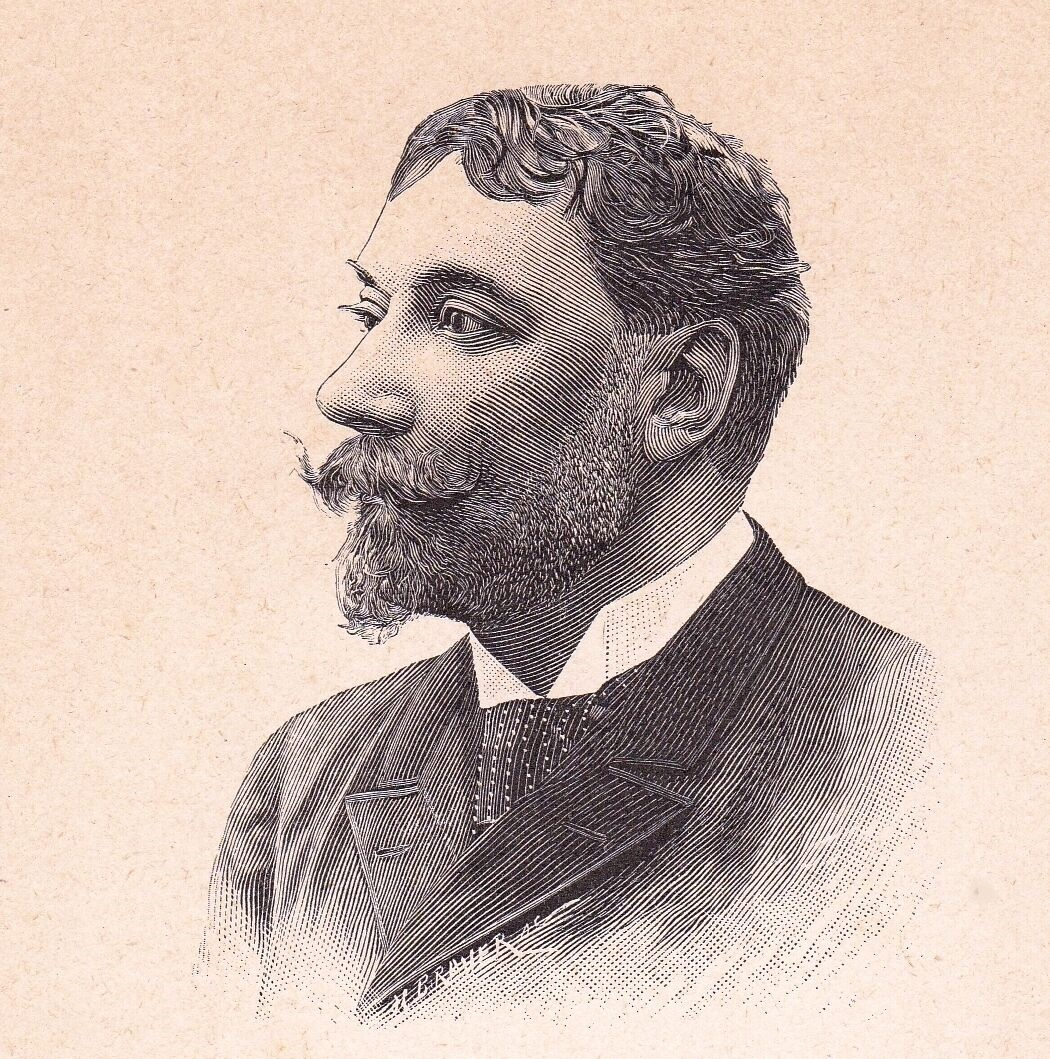
Émile Goudeau

Émile Goudeau (* 29. August 1849 in Périgueux; † 18. September 1906 in Paris) war ein französischer Journalist, Autor und Dichter und Mitgründer des Kabaretts Le Chat Noir.

## Biographie
Goudeaus Elternhaus war sehr künstlerisch, denn sein Vater war Bildhauer, der aber vorwiegend Grabmale schuf. Goudeau besuchte eine Klosterschule, welche er im Alter von 16 beendete. Er wollte zuerst Lehrer werden, brach die Ausbildung aber ab. 1869 ging er nach Paris und arbeitete für das Finanzministerium. Gleichzeitig schrieb er für die Zeitung Journaux Républicains. Während des Deutsch-Französischen Krieges war er arbeitslos und die Zeitung wurde inhaltlich umgestellt, so verließ er Paris. In Bordeaux war er Mitarbeiter bei drei Tageszeitungen, der Gironde, der Tribune und der Victoire. 1877 zog es ihn jedoch zurück nach Paris.
Angekommen in Paris erhielt er wieder eine Stelle im Finanzministerium. Er veröffentlichte im Folgejahr einen Gedichtband mit dem Namen Fleures de bitume (Teerblumen), der in der Literaturszene Aufsehen erregte. Und 1878 rief Goudeau im Quartier Latin, zusammen mit Maurice Rollinat, Maurice Mac-Nab, Charles Monselet und einigen weiteren Schriftstellern, ein künstlerisches Kabarett ins Leben, das den eigenwilligen Namen les Hydropathes (die Wasserleidenden) trug. 1881 gründete er mit Rodolphe Salis das Le Chat Noir und rief gleichzeitig die namensgleiche humoristische Zeitschrift ins Leben. 1884 folgte sein zweiter Gedichtband. Er fungierte auch als Chronist für den Gil Blas, schrieb dort aber unter dem Pseudonym Émile Karel.
Durch das Chat Noir orientierten sich die Hydropathes in Richtung Montmartre. Nach dem Ende der Hydropathes und dem Aus für das Chat Noir zog sich Goudeau wieder ins Quartier Latin zurück und veröffentlichte mehrere Gedichtbände und Romane.
Goudeau hatte einen Bruder, François-Leo, der ebenfalls Dichter und Journalist war. Er schrieb unter dem Pseudonym Léo Montancey und betrieb in Algerien eine Lokalzeitung.
Auf dem Montmartre ist ein kleiner Platz, der Place Émile Goudeau, nach ihm benannt.

## Publikationen (Auswahl)

### Gedichtbände
- Fleurs du bitume, petits poëmes parisiens, 1878
- Poèmes ironiques, 1884
- Dix ans de bohème, 1888

### Romane
- La vache enragée, 1885
- Le Froc, 1888
- Des fous, 1906

### Weiteres
- Paris qui consomme, 1893
- Paysages parisiens, heures et saisons, 1892